# Neteges Sunshine
Neteges Sunshine (títol original en anglès, Sunshine Cleaning) és una pel·lícula comèdia/drama del 2008 protagonitzada per Amy Adams i Emily Blunt. Dirigida per Christine Jeffs i escrita per Megan Holley, la pel·lícula va ser preestrenada en el Festival de Cinema de Sundance del 2008 el 18 de gener del 2008. Va ser adquirida per Overture Films per ser distribuïda i va fer un llançament limitat en els Estats Units el 13 de març del 2009.

## Repartiment
- Amy Adams com Rose Lorkowski
- Emily Blunt com Norah Lorkowski
- Alan Arkin com Joe Lorkowski
- Mary Lynn Rajskub com Lynn
- Eric Christian Olsen com Randy
- Jason Spevack com Oscar Lorkowski
- Kevin Chapman com Carl Swanson
- Steve Zahn com Mac
- Clifton Collins Jr. com Winston

## Premis i nominacions
| Any  | Resultat  | Premi                      | Categoria                                 | Guanyador       |
| ---- | --------- | -------------------------- | ----------------------------------------- | --------------- |
| 2008 | Nominat   | Sundance Film Festival     | Drama                                     | Christine Jeffs |
| 2009 | Nominat   | Satellite Awards           | Millor actriu de repartiment              | Emily Blunt     |
| 2009 | Guanyador | Casting Society of America | Casting - Baix pressupost - Drama/Comèdia | Avy Kaufman     |